# 卡西香茅
卡西香茅（学名：Cymbopogon khasianus）为禾本科香茅属下的一个种。

## 扩展阅读
維基物種上的相關：卡西香茅